# Два Китаї
Термін «Два Китаї» позначає геополітичну ситуацію, при якій два політичні утворення існують під назвою «Китай».
| Офіційна назва             | Китайська Народна Республіка                                                                                                   | Республіка Китай |
| Звичайне ім'я              | Китай | Тайвань (сьогодні) Китай (історично) |
| Дата заснування            | 1 жовтня 1949 року | 1 січня 1912 року |
| Ефективна юрисдикція       | Материковий Китай (1949–1997) Материковий Китай і Гонконг (1997–1999) Материковий Китай, Гонконг і Макао (1999–теперішній час) | Материковий Китай (1912–1919, 1921–1945) Материковий Китай і Зовнішня Монголія (1919–1921) Материковий Китай і Тайвань (1945–1949) Тайвань і пов'язані з ним острови (1949–сьогодні) |
| Представництво Китай в ООН | 1971 – по теперішній час | 1945–1971 роки |
| Засновник                  | Мао Цзедун | Сунь Ятсен |
| Діючий глава держави       | Сі Цзіньпін | Лай Цінде |
| Діючий глава уряду         | Лі Цян | Чень Цзяньжень |

## Передісторія
У 1912 році імператор Пуї зрікся престолу в результаті Сіньхайської революції, в результаті чого революціонерами під керівництвом Сунь Ятсена в Нанкіні була заснована Республіка Китай (1912—1949). У той же час у Пекіні існував уряд Бейяна на чолі з Юань Шикаєм, колишнім генералом династії Цін, чия легітимність була оскаржена націоналістичним урядом під керівництвом Гоміньдану (Китайської націоналістичної партії).
З 1912 по 1949 рік Китай був виснажений добою мілітаристів, японським вторгненням і громадянською війною. Протягом цього бурхливого періоду в Китаї існували різні короткочасні уряди. До них належать уряд Бейяна Юань Шикая (1912–1928), Китайська Радянська Республіка (1931–1937), заснована Комуністичною партією Китаю (КПК), маріонеткові держави Маньчжоу-Го (1932–1945) і Менцзян (1939–1945), народний уряд Фуцзянь (1933–1934) і маріонетковий уряд Ван Цзінвея, спонсорований Японією (1940–1945).
Після закінчення громадянської війни в Китаї в 1949 році Китайська Народна Республіка (КНР) на чолі з головою КПК Мао Цзедуном взяла під контроль материковий Китай. Китайська Республіка на чолі з президентом Чан Кайші відіслала уряд Республіки Китай на острів Тайвань.
Хоча бойові дії тривали протягом наступних кількох років, до початку Корейської війни межі контролю були різко окреслені: уряд Китайської Народної Республіки під керівництвом комуністів у Пекіні контролював більшу частину материкового Китаю, тоді як уряд Китайської Республіки під керівництвом Гоміньдану, що зараз знаходиться в Тайбеї, контролювала острів Тайвань, деякі навколишні острови та низку островів біля узбережжя Фуцзянь. Ця безвихідна ситуація була заморожена за допомогою уряду Сполучених Штатів, який почав стримувати вторгнення на Тайвань після початку Корейської війни.
Протягом багатьох років обидва уряди претендували на те, щоб бути єдиним законним урядом Китаю. Після завершення бойових дій основне поле битви стало дипломатичним. До 1970-х років Китайська Республіка все ще визнавалася багатьма країнами та Організацією Об’єднаних Націй як єдиний законний уряд «Китаю», який претендував на суверенітет як над материковим Китаєм, так і над Тайванем. Китайська Республіка була однією із засновниць Організації Об’єднаних Націй і була однією із п’яти постійних членів Ради Безпеки до 1971 року, коли її було виключено з ООН, а представництво Китаю було замінено Китайською Народною Республікою (КНР) через Резолюцію Генеральної Асамблеї ООН 2758. До 1970-х років кілька іноземних урядів визнавали Китайську Народну Республіку. Першими урядами, які визнали його як уряд «Китаю», були країни Радянського блоку, члени Руху неприєднання, і Сполучене Королівство (1950). Каталізатором змін став 1971 рік, коли Генеральна Асамблея Організації Об’єднаних Націй виключила представників Чан Кайші через відмову визнати їхню акредитацію як представників Китаю. Незабаром Китайську Народну Республіку визнали більшість інших урядів, включаючи Сполучені Штати. Китайська Республіка продовжувала конкурувати з Китайською Народною Республікою (КНР) за визнання її законним урядом Китаю.
Проте з 1990-х років зростання руху за офіційне визнання незалежності Тайваню зробило політичний статус Тайваню домінуючим питанням, замінивши дебати про законний уряд Китаю. На Тайвані існує думка, що Китайська Республіка і Китайська Народна Республіка є суверенними, таким чином утворюючи «два Китаї» або «один Китай, один Тайвань». Колишній президент Китайської Республіки Чень Шуйбянь рішуче підтримував цей статус-кво і, відповідно, в основному відмовився від кампанії за визнання Китайської Республіки єдиним законним урядом Китаю. За президента Ченя уряд Республіки Китай проводив кампанію за приєднання Китайської Республіки до Організації Об’єднаних Націй як представника лише її фактичної території — Тайваню та прилеглих островів. Наступник Ченя, президент Ма Їнцзю, змінив цей курс. 

## Нинішня ситуація

Мапа показує політику одного Китаю на практиці.

Раніше Китайська Народна Республіка (КНР) і Республіка Китай заявляли про суверенітет де-юре над усім Китаєм, заперечуючи легітимність іншої. Позиція КНР і Панблакитної коаліції  залишається такою, що існує лише одне суверенне утворення Китай, і що кожен з них представляє законний уряд усього Китаю, включаючи материковий Китай і Тайвань, а інший є нелегітимним. Позиція Пан-зеленої коаліції полягає в тому, що Тайвань є незалежною суверенною державою під назвою «Республіка Китай», а Тайвань не є частиною «Китаю». Станом на 2022 рік 178 держав-членів ООН і Держава Палестина підтримують дипломатичні відносини з КНР. 13 держав-членів ООН і Святий Престол підтримують дипломатичні відносини з РК.

### Китайська Народна Республіка
Уряд Китайської Народної Республіки (КНР) виступає проти розгляду Республіки Китай як легітимної держави та зображує Тайвань як провінцію-ізгой КНР. Уряд Китайської Народної Республіки постійно виступає проти «двох Китаїв», натомість стверджуючи, що весь «Китай» знаходиться під єдиним, неподільним суверенітетом згідно з його «Принципом одного Китаю», явно включаючи Тайвань. Відповідно до цього принципу, хоча КНР фактично не контролює територію, якою керує РК, КНР, тим не менш, стверджує, що території, контрольовані як КНР, так і РК, є частиною одного неподільного суверенного утворення «Китай».
Політика уряду КНР передбачає, що будь-яка країна, яка бажає встановити дипломатичні відносини з КНР, повинна спочатку припинити будь-які офіційні відносини з РК. Згідно з The Fletcher Forum of World Affairs, «невизнання уряду Тайваню є необхідною умовою для встановлення офіційних дипломатичних відносин з КНР  —  фактично змушуючи інші уряди вибирати між Пекіном і Тайпеєм». Щоб змагатися за визнання інших країн, кожен уряд дав гроші певним малим країнам. Кілька невеликих країн Африки та Карибського басейну кілька разів встановлювали та припиняли дипломатичні відносини з обома сторонами в обмін на величезну фінансову підтримку з обох сторін. КНР також використовує свій міжнародний вплив, щоб заборонити Тайваню брати участь у міжнародних подіях, таких як Олімпійські ігри під її офіційною назвою. Натомість КР була змушена прийняти назву Китайський Тайбей, щоб брати участь у таких заходах з 1980-х років. Крім того, у пресрелізах та засобах масової інформації КНР ніколи не називає РК як таку, натомість посилаючись на територію Тайваню як на «китайську провінцію Тайвань», а на уряд РК як на «владу Тайваню». 

### Республіка Китай
До конституційних реформ 1991 року Китайська Республіка (КР) активно заявляла про свої претензії на суверенітет над усім Китаєм і все ще виступає проти розгляду Китайської Народної Республіки (КНР) як легітимної держави. Влада Республіки Китай роз’яснила конституційні реформи, заявивши, що не «заперечує той факт, що КНР контролює материковий Китай». Відтоді РК активно не заявляла про ці претензії та не заперечувала їх. Демократизація та лібералізація свободи слова призвели до появи руху за незалежність Тайваню, який виступає проти ідеї «Двох Китаїв». Позиція РК щодо «Двох Китаїв» змінювалася залежно від адміністрації: пан-блакитні адміністрації віддавали їй перевагу, а пан-зелені — відходили від неї.
У 1999 році тодішній президент Республіки Китай Лі Денхуей визначив ці відносини як «особливі відносини між державами».
Президент Чень Шуйбянь у 2002 році заявив, що «з Тайванем і Китаєм по обидві сторони Тайванської протоки кожна сторона є країною». У 2003 році він пояснив, що «Тайвань не є провінцією однієї країни і не є штатом іншої». Адміністрація Ченя вжила заходів для використання назви «Тайвань» на міжнародному рівні, щоб запобігти плутанині між «двома Китаями», наприклад, розміщуючи слово «Тайвань» під «Китайською Республікою» в паспортах Китайської Республіки.
У вересні 2008 року президент Гоміньдану Ма Їнцзю заявив, що відносини між РК і КНР не є ні двома Китаями, ні двома державами, сказавши натомість, що це «особливі відносини». Крім того, він заявив, що питання суверенітету між двома країнами не можуть бути вирішені на даний момент, але він процитував Консенсус 1992 року як тимчасовий захід, доки не буде знайдено рішення. Прессекретар офісу президента Республіки Китай Ван Ю Чі ( кит.: 王郁琦 ) пізніше пояснив заяву президента та сказав, що відносини складаються між двома регіонами однієї країни на основі конституційної позиції Республіки Китай, Статуту, що регулює відносини між народами території Тайваню та материкової території, і Консенсусу 1992 року.
Президент Цай Інвень з Демократичної прогресивної партії був обраний у 2016 році та відмовився визнати Консенсус 1992 року. Під час адміністрації Цая англійські слова «Republic of China» були видалені з тайванських паспортів, хоча відповідні китайські ієрогліфи залишилися.